# Historia de Newark

Mapa de Newark 1666-1916 compilado para celebrar el 250 aniversario de la fundación de la ciudad

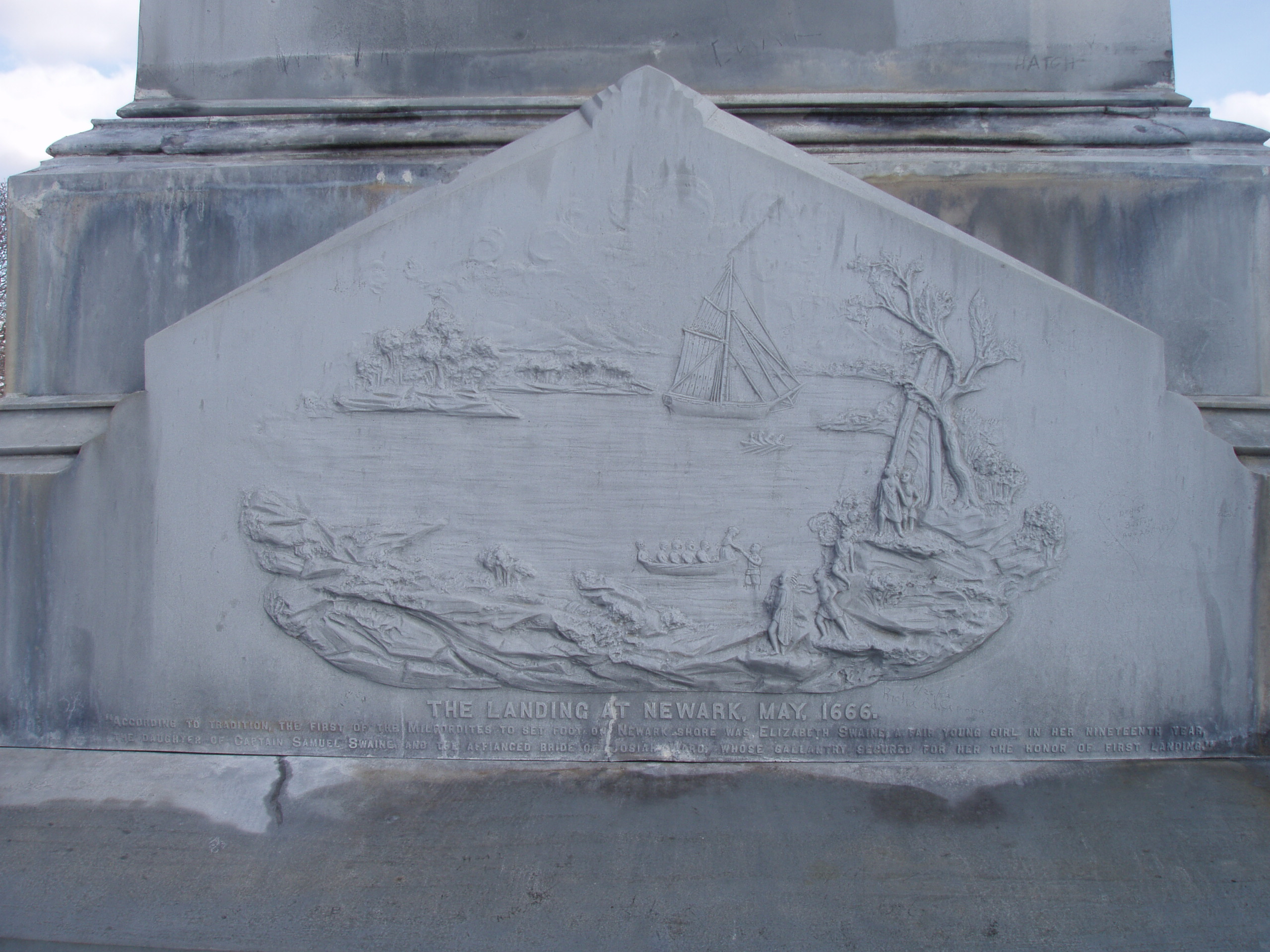
El desembarco de los puritanos en 1666, del Monumento a los colonos, cementerio de Fairmount

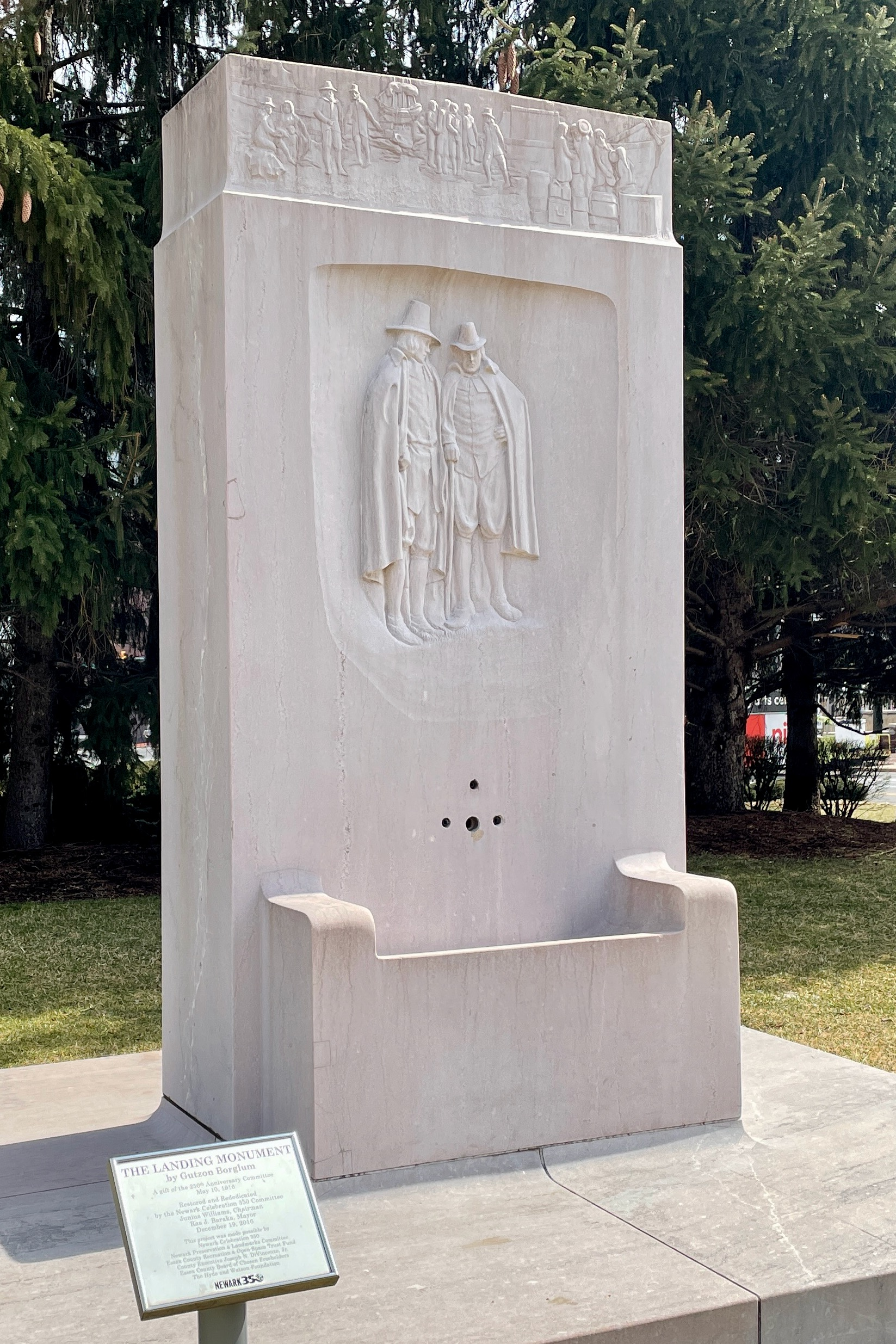
First Landing Party of the Founders of Newark, por Gutzon Borglum, 1916

Newark ha sido durante mucho tiempo la ciudad más grande del estado de Nueva Jersey (Estados Unidos). Fundada en 1666, se expandió enormemente durante la Revolución Industrial, convirtiéndose en el centro comercial y cultural de la Región Gateway. Su población creció con varias olas de migración a mediados del siglo XX, alcanzando su punto máximo en 1950. El declive urbano y la suburbanización a fines del siglo XX arrasaron gran parte de su área. En el siglo XXI se ha beneficiado del interés y la reinversión en las ciudades de Estados Unidos, con un crecimiento demográfico en los censos de 2010 y 2020.

## Fundación ysigloXVIII
Newark fue fundada en 1666 por los puritanos de Connecticut dirigidos por Robert Treat de la colonia de New Haven para evitar perder el poder político frente tras la unión de las colonias de Connecticut y New Haven. Fue el tercer asentamiento fundado en Nueva Jersey, después de Bergen (más tarde disuelta en el condado de Hudson, luego incorporada a Jersey City) y Elizabethtown (actualmente Elizabeth).
Buscaron establecer una colonia con estrictas reglas eclesiásticas similares a la que habían seguían en Milford. Treat quería llamar a la comunidad "Milford". Otro colono, Abraham Pierson, había sido predicador en Newark-on-Trent en Inglaterra y propuso con éxito que el nuevo asentamiento llevaraese nombre; también se le cita diciendo que el nombre proviene de "Nueva Arca" por "Nueva Arca de la Alianza". El nombre se acortó a Newark. Las referencias al nombre "Nueva Arca" se encuentran en cartas preservadas escritas por figuras históricas como James McHenry fechadas en 1787.
Treat y el grupo compraron la propiedad en el río Passaic a los indios hackensack intercambiando pólvora, 100 barras de plomo, 20 hachas, 20 abrigos, pistolas, espadas, teteras, mantas, cuchillos, cerveza y diez pares de calzones.
Los primeros cuatro colonos construyeron casas en lo que ahora es la intersección de las calles Broad y Market, también conocida como "Four Corners".
El control total de la comunidad por parte de la Iglesia Puritana continuó hasta 1733 cuando Josiah Ogden cosechó trigo un domingo después de una larga tormenta y fue sancionado por la Iglesia por violar el sábado. Dejó la iglesia y mantuvo correspondencia con los misioneros episcopales, quienes llegaron para construir una iglesia en 1746 y disolvieron la teocracia puritana.
Se necesitaron 70 años para eliminar los últimos vestigios de la teocracia de Newark, cuando finalmente se otorgó el derecho a ocupar cargos a los no protestantes.
First Landing Party of the Founders of Newark (1916) e Indian and the Puritan (1916) son dos de las cuatro obras de arte públicas creadas por Gutzon Borglum que se encuentran en Newark para conmemorar la fundación de la ciudad. Se agregaron al Registro de Lugares Históricos de Nueva Jersey el 13 de septiembre de 1994, y al Registro Nacional de Lugares Históricos el 28 de octubre de 1994 como parte de una presentación de propiedad múltiple, "La escultura pública de John de la Mothe Gutzon Borglum, 1911-1926".

## Era industrial hasta 1900

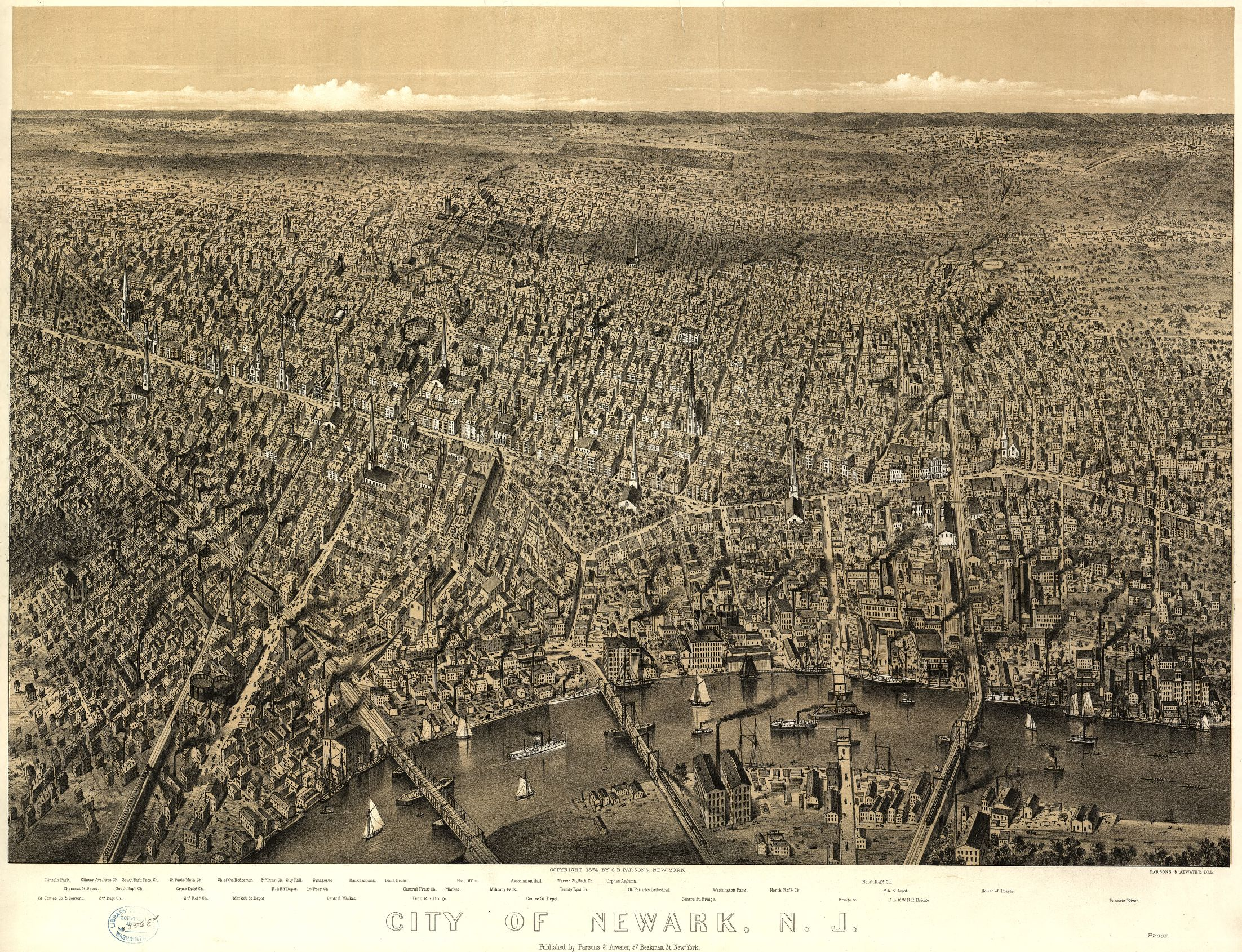
1874 vista de pájaro de Newark

El rápido crecimiento de Newark comenzó a principios del siglo XIX, en gran parte debido a un trasplante de Massachusetts llamado Seth Boyden. Boyden llegó a Newark en 1815 e inmediatamente comenzó un torrente de mejoras en la fabricación del cuero, que culminó en el proceso de elaboración del charol. El genio de Boyden llevó a que Newark fabricara casi el 90 % del cuero del país en 1870, generando 8,6 millones de dólares en ingresos para la ciudad solo en ese año. En 1824, Boyden, aburrido del cuero, encontró una manera de producir hierro maleable. Newark también prosperó con la construcción del Canal Morris en 1831. El canal conectaba Newark con el interior de Nueva Jersey, en ese momento una importante zona agrícola y de hierro.
Los ferrocarriles llegaron en 1834 y 1835. El resultado fue un negocio marítimo floreciente y Newark se convirtió en el centro industrial de la zona. En 1826, la población de Newark era de 8017, diez veces la cifra de medio siglo antes.

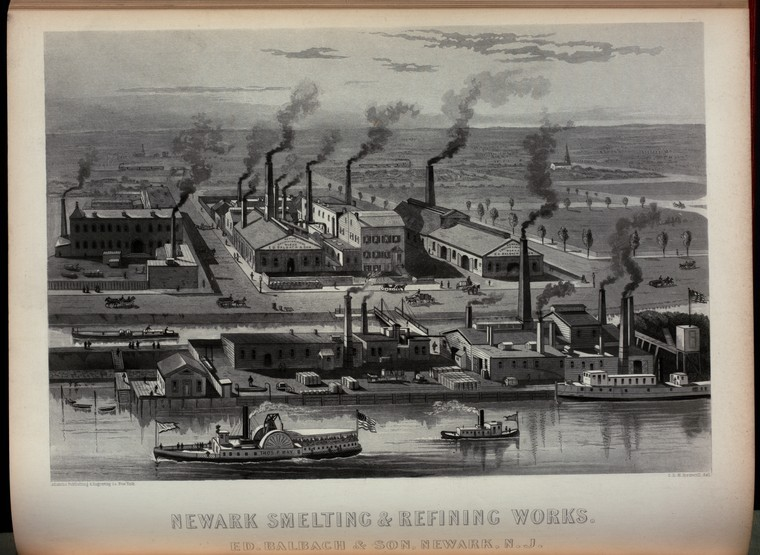
Compañía de fundición y refinación Balbach ca. 1870. Ahora la ubicación de los campos de béisbol en Riverbank Park.

La mitad del siglo XIX vio un crecimiento continuo y la diversificación de la base industrial de Newark. El primer plástico comercialmente exitoso, el celuloide, fue producido en una fábrica en Mechanic Street por John Wesley Hyatt. El celuloide de Hyatt encontró su camino en los carruajes, bolas de billar y dentaduras postizas fabricados en Newark. Edward Weston perfeccionó un proceso de galvanoplastia de zinc, así como una lámpara de arco superior en Newark. El Parque Militar de Newark tuvo las primeras lámparas eléctricas públicas en cualquier lugar de los Estados Unidos. Antes de mudarse a Menlo Park, el propio Thomas Edison hizo de Newark su hogar a principios de la década de 1870. Inventó el tablero de cotizaciones en Brick City.
A fines del siglo XIX, la industria de Newark se desarrolló aún más, especialmente gracias a los esfuerzos de hombres como JW Hyatt. A partir de mediados de siglo, numerosos inmigrantes irlandeses y alemanes se trasladaron a la ciudad. Los alemanes eran principalmente refugiados de las revoluciones de 1848, y, como hicieron otros grupos más tarde, establecieron sus propias empresas étnicas, como periódicos y cervecerías. Sin embargo, existían tensiones entre el "stock nativo" y los grupos más nuevos.

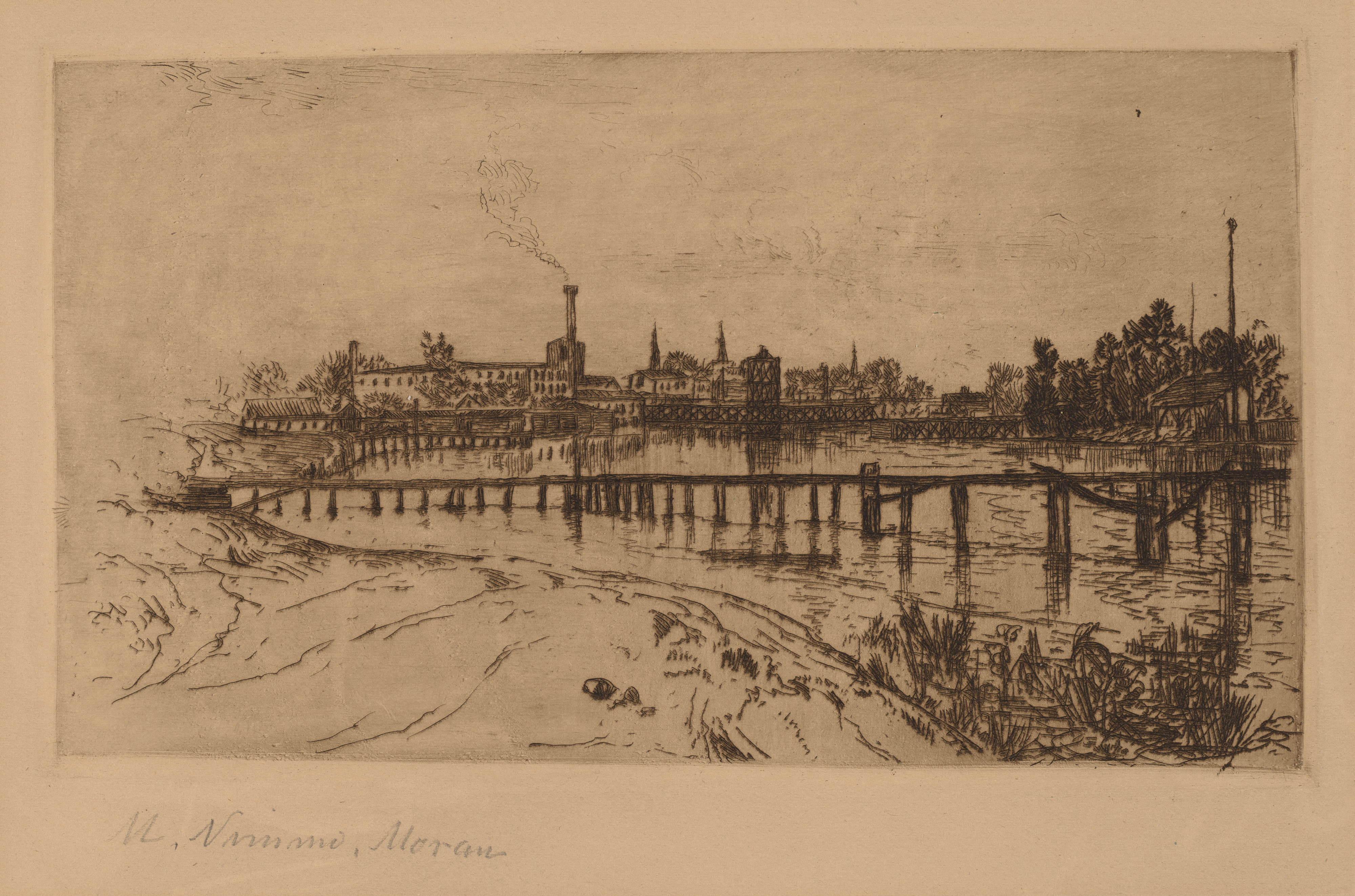
Mary Nimmo Moran, Newark, NJ, del Passaic, 1879, Galería Nacional de Arte

A mediados del siglo XIX, Newark agregó seguros a su repertorio de negocios; Mutual Benefit fue fundada en la ciudad en 1845 y Prudential en 1873. Prudential, o "el Pru" como lo conocían las generaciones, fue fundado por otro residente de Nueva Inglaterra, John Fairfield Dryden. Encontró un nicho que atiende a las clases media y baja. A fines de la década de 1880, las empresas con sede en Newark vendían más seguros que las de cualquier otra ciudad excepto Hartford.
En 1880, la población de Newark se situó en 136 500 en 1890 en 181 830; en 1900 en 246 070; y en 1910 con 347 000, un salto de 200 000 en tres décadas. A medida que la población de Newark se acercaba al medio millón en la década de 1920, el potencial de la ciudad parecía ilimitado. Se dijo en 1927: "Grande es la vitalidad de Newark. Es la sangre roja que corre por sus venas: esta fuerza básica que lo llevará a superar cualquier obstáculo que pueda encontrar, le permitirá recuperarse de cualquier pérdida que pueda sufrir y luchar para lograr logros aún más altos industrial y financieramente, haciéndolo eventualmente. quizás el mayor centro industrial del mundo". Newark no es como la ciudad de antaño. La antigua y tranquila comunidad residencial es cosa del pasado, y en su lugar ha llegado una ciudad repleta de actividad. Con el cambio ha venido algo desafortunado: la gran cantidad de ciudadanos destacados que solían vivir dentro de los límites de la comunidad ha disminuido. Muchos de ellos se han mudado a los suburbios y sus intereses de vivienda están allí.
Las condiciones sanitarias eran malas en toda la América urbana en el siglo XIX, pero Newark tenía una reputación especialmente mala debido a la acumulación de desechos humanos y de caballos en las calles de la ciudad, sus sistemas de alcantarillado inadecuados y la dudosa calidad de su suministro de agua.

## Desde 1900 hasta la Segunda Guerra Mundial

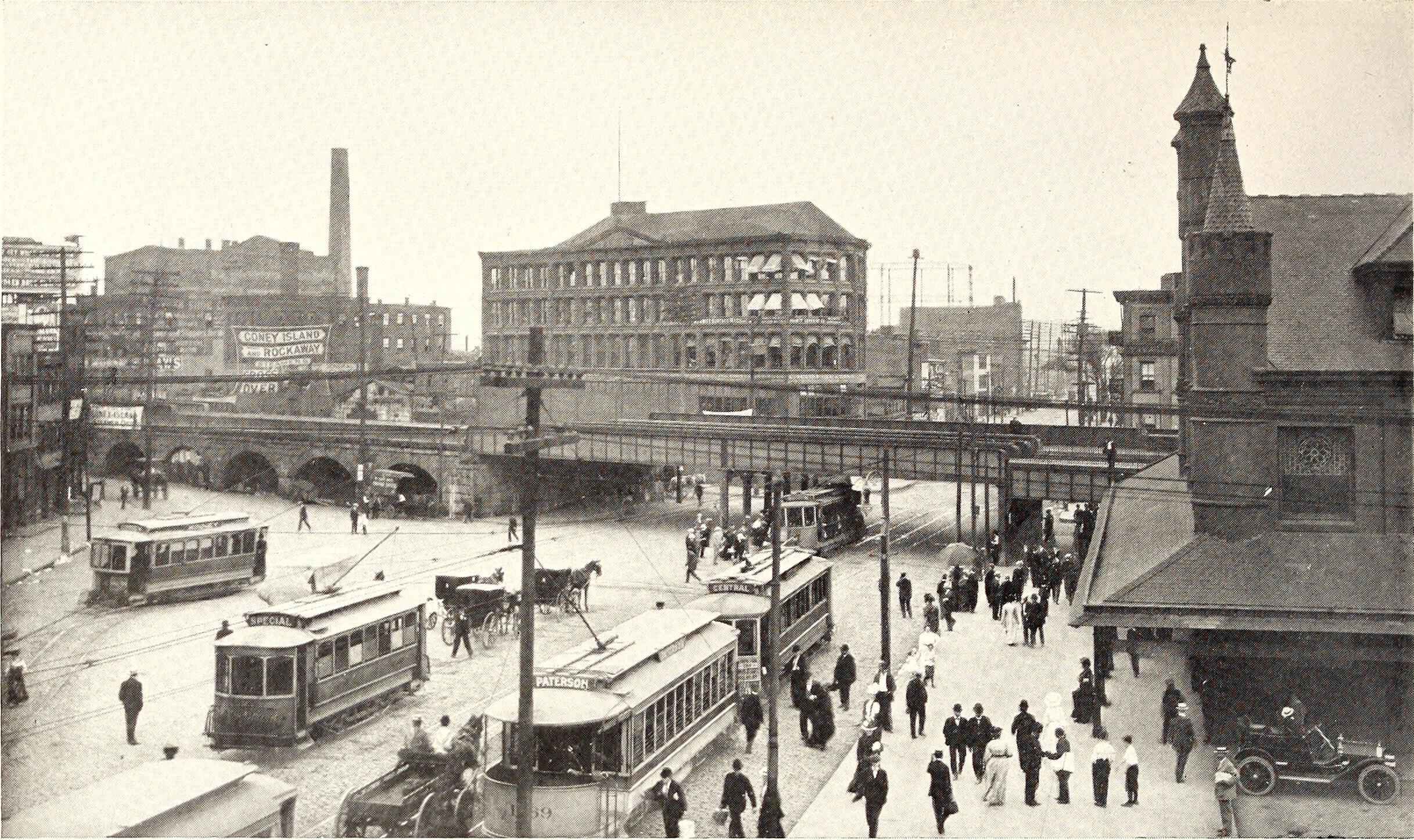
Antigua Estación Pensilvania de Newark, ca. 1911

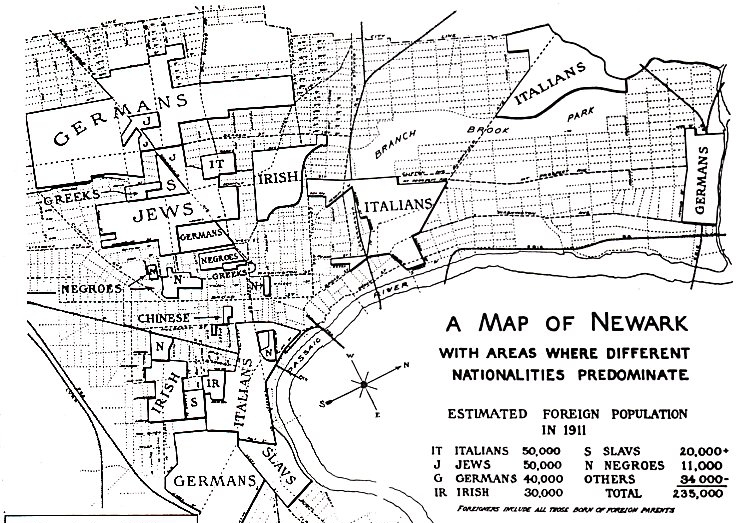
Mapa de la era de 1910 de enclaves étnicos en Newark, Nueva Jersey

Newark estaba bullicioso a principios y mediados del siglo XX. Las calles Market y Broad sirvieron como un centro de comercio minorista para la región, anclado por cuatro florecientes grandes almacenes: Hahne & Company, Bambergers and Company, S. Klein y Kresge-Newark. "La calle Broad es hoy la Meca de los visitantes como lo ha sido a lo largo de su larga historia", se jactaron los comerciantes de Newark, "vienen cientos de miles ahora cuando antes venían cientos".

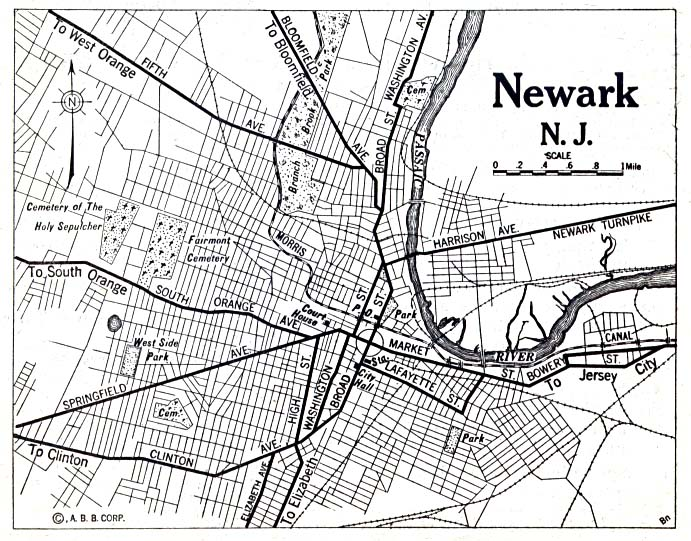
Mapa de Newark en 1920

En 1922, Newark tenía 63 teatros en vivo, 46 salas de cine y una activa vida nocturna. Dutch Schultz fue asesinado en 1935 en el Palace Bar local. Billie Holiday se alojaba con frecuencia en el Hotel Coleman. Según algunas medidas, la intersección de las calles Broad y Market, conocida como las "Cuatro esquinas", era la intersección más concurrida de los Estados Unidos. En 1915, Public Service contó más de 280 000 cruces de peatones en un período de 13 horas. Once años después, el 26 de octubre de 1926, un control del Departamento Estatal de Vehículos Motorizados en Four Corners contó 2644 trolebuses, 4098 autobuses, 2657 taxis, 3474 vehículos comerciales y 23 571 automóviles. 
El tráfico en Newark era tan denso que la ciudad convirtió el antiguo lecho del Morris Canal en el metro de la ciudad de Newark, lo que convirtió a Newark en una de las pocas ciudades del país que tiene un sistema subterráneo. El condado de Essex fue el primer sistema de parques del condado en el país. Cada año se construían nuevos rascacielos, siendo los dos más altos de la ciudad el Art Deco National Newark Building y el Lefcourt-Newark Building. 
En 1948, justo después de la Segunda Guerra Mundial, Newark alcanzó su pico de población de poco menos de 450 000 habitantes. La población también creció a medida que inmigrantes del sur y este de Europa se establecieron allí. Newark era el centro de vecindarios distintivos, incluida una gran comunidad judía de Europa del Este concentrada a lo largo de Prince Street. En 1959, el arquitecto alemán Ludwig Mies van der Rohe diseñó un complejo de apartamentos frente a Branchbrook Park.

## Posguerra

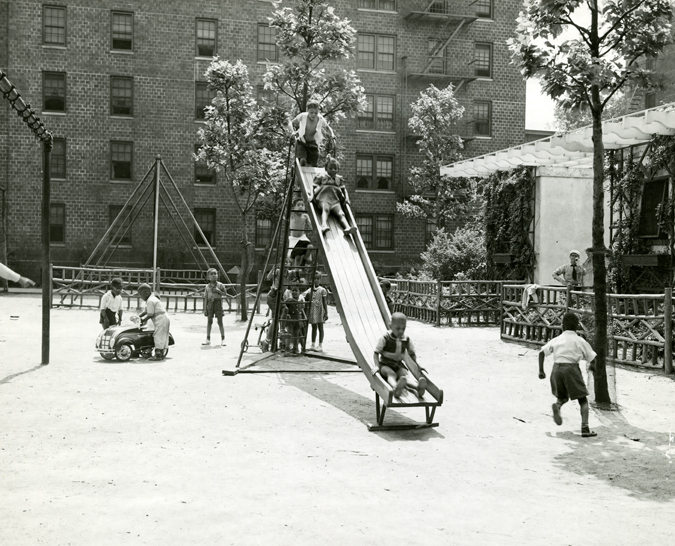
Parque infantil en Prudential Apartments, c.1940

Existían problemas debajo del zumbido industrial. En 1930, un comisionado de la ciudad le dijo a Optimists, un club de apoyo local:

Newark no es como la ciudad de antaño. La antigua y tranquila comunidad residencial es cosa del pasado, y en su lugar ha llegado una ciudad repleta de actividad. Con el cambio ha venido algo desafortunado: la gran cantidad de ciudadanos destacados que solían vivir dentro de los límites de la comunidad ha disminuido. Muchos de ellos se han mudado a los suburbios y sus intereses de vivienda están allí..

Si bien muchos observadores atribuyeron el declive de Newark a los fenómenos posteriores a la Segunda Guerra Mundial, otros apuntan a un declive anterior en el presupuesto de la ciudad como un indicador de los problemas. Cayó de 58 millones de dólares en 1938 a solo 45 millones en 1944. Esta fue una lenta recuperación de la Gran Depresión. La acumulación de la Segunda Guerra Mundial estaba causando un aumento en la economía de la nación. La ciudad aumentó su tasa impositiva de $4,61 a $5,30.
Algunos atribuyen la caída de Newark a su propensión a construir grandes proyectos de vivienda. La vivienda de Newark había sido motivo de preocupación durante mucho tiempo, ya que gran parte era más antigua. Un estudio encargado por la ciudad en 1944 mostró que el 31 por ciento de todas las unidades de vivienda de Newark estaban por debajo de los estándares de salud, y solo el 17 por ciento de las unidades de Newark estaban ocupadas por propietarios. Vastas secciones de Newark consistían en viviendas de madera, y al menos 5000 unidades no alcanzaron los umbrales de ser un lugar decente para vivir. La mala vivienda fue la causa de las demandas de que el gobierno interviniera en el mercado inmobiliario para mejorar las condiciones.
El historiador Kenneth T. Jackson y otros teorizaron que Newark, con un centro pobre rodeado de áreas periféricas de clase media, solo funcionó bien cuando pudo anexar suburbios de clase media. Cuando se rompió la anexión municipal, los problemas urbanos se exacerbaron a medida que el círculo de la clase media se divorciaba del centro pobre. En 1900, el alcalde de Newark había especulado con confianza: "East Orange, Vailsburg, Harrison, Kearny y Belleville serían adquisiciones deseables. Por un ejercicio de discreción podemos agrandar la ciudad de década en década sin gravar innecesariamente la propiedad dentro de nuestros límites, que ya ha pagado el costo de las mejoras públicas". Solo se agregaría Vailsburg. 
Aunque numerosos problemas precedieron a la Segunda Guerra Mundial, Newark se vio más paralizado por una serie de tendencias en la era de la Posguerra. La Administración Federal de Vivienda delineó virtualmente todo Newark, prefiriendo respaldar las hipotecas en los suburbios blancos. Esto hizo imposible que la gente obtuviera hipotecas para comprar o préstamos para mejoras. Los fabricantes se instalaron en ambientes con salarios más bajos fuera de la ciudad y recibieron mayores deducciones de impuestos por construir nuevas fábricas en áreas periféricas que por rehabilitar viejas fábricas en la ciudad. La estructura fiscal federal esencialmente subvencionó tales desigualdades.
Anunciado como mejoras en el transporte, la construcción de nuevas carreteras (como la Interestatal 280, la autopista de peaje de Nueva Jersey y la Interestatal 78) dañaron a Newark al dividir el tejido de los vecindarios y desplazar a muchos residentes. A su vez, estas facilitaron que los trabajadores de clase media vivieran en los suburbios y viajaran a la ciudad.
A pesar de sus problemas, Newark trató de seguir siendo vital en la era de la posguerra. La ciudad persuadió con éxito a Prudential and Mutual Benefit para que se quedara y construyera nuevas oficinas. La Universidad de Rutgers-Newark, el Instituto de Tecnología de Nueva Jersey y la Universidad de Seton Hall ampliaron su presencia en Newark, y la primera construyó un nuevo campus en un sitio de renovación urbana de 9 hectáreas. La Autoridad Portuaria de Nueva York y Nueva Jersey convirtió a Port Newark en el primer puerto de contenedores del país. Al sur de la ciudad, durante la era de la posguerra, se hizo cargo de las operaciones en el Aeropuerto Internacional Newark Liberty, ahora el decimotercer aeropuerto más transitado de los Estados Unidos.

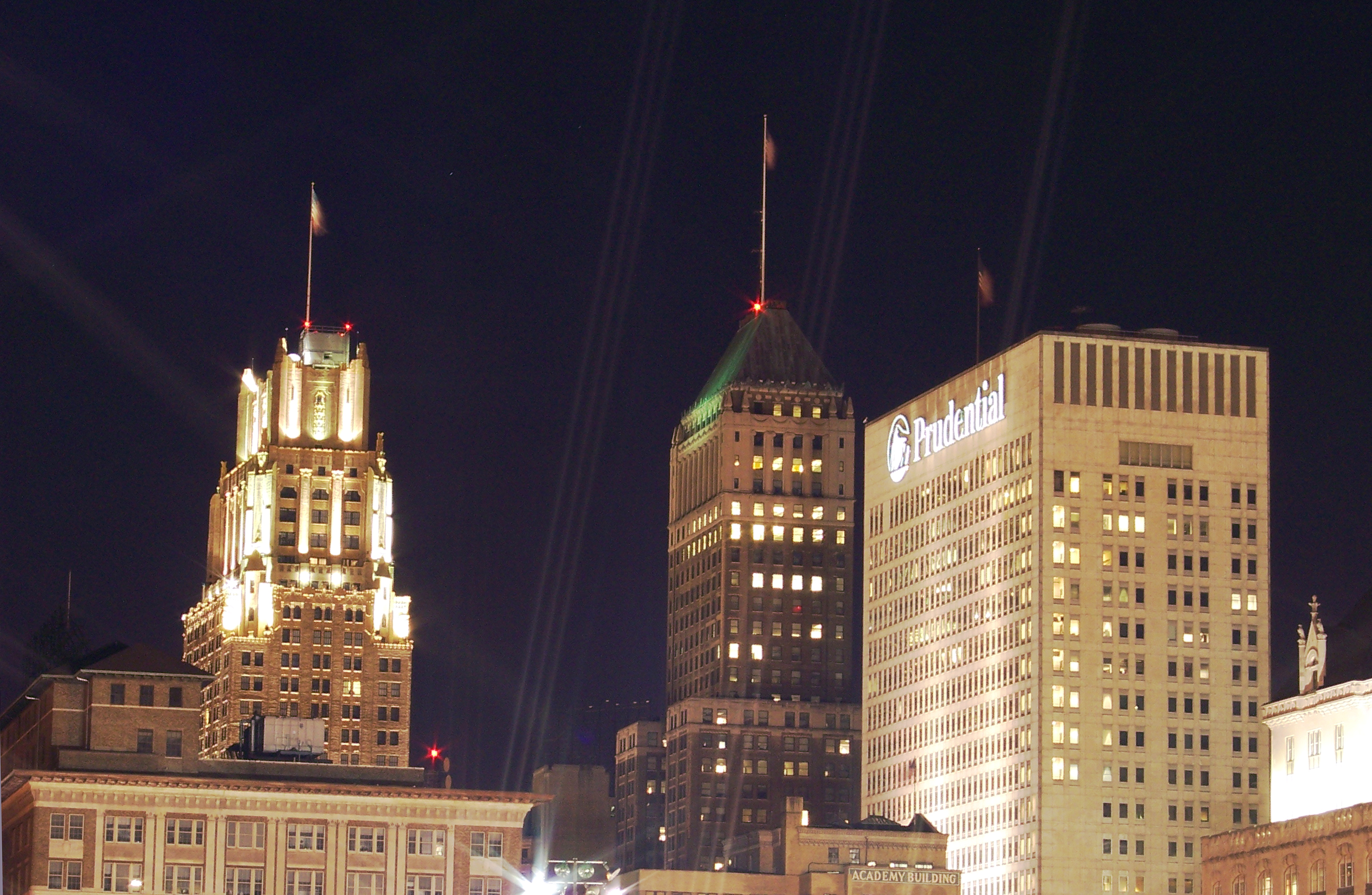
Los edificios más altos del centro de Newark : 1180 Raymond, 740 Broad St. y Prudential Insurance Headquarters.

La ciudad cometió graves errores con la vivienda pública y la renovación urbana, aunque estas no fueron las únicas causas de la tragedia de Newark. A lo largo de varias administraciones, los líderes de la ciudad de Newark consideraron una bendición la oferta del gobierno federal de pagar el 100% de los costos de los proyectos de vivienda. La disminución de los trabajos industriales significó que más personas pobres necesitaran vivienda, mientras que en los años anteriores a la guerra, la vivienda pública era para familias de clase trabajadora. Mientras que otras ciudades se mostraron escépticas acerca de juntar a tantas familias pobres y fueron cautelosas en la construcción de proyectos de vivienda, Newark buscó fondos federales. Eventualmente, Newark tuvo un mayor porcentaje de sus residentes en viviendas públicas que cualquier otra ciudad estadounidense.
El First Ward, en gran parte italoestadounidense, fue uno de los más afectados por la renovación urbana. Una zona de viviendas de 46 acres (19 hectáreas), etiquetada como barrio marginal porque tenía viviendas densas y antiguas, fue demolida para construir rascacielos de varios pisos y multirraciales al estilo de Le Corbusier, llamados Christopher Columbus Homes. El tramo había contenido 8th Avenue, el corazón comercial del vecindario. Quince bloques de pequeña escala se combinaron en tres "supermanzanas". Los Columbus Homes, que nunca estuvieron en armonía con el resto del vecindario, fueron desalojados en la década de 1980. Finalmente fueron derribados en 1994. Quedan los apartamentos Pavilion y Colonnade, construidos para familias de clase media.
De 1950 a 1960, mientras que la población general de Newark se redujo de 438.000 a 408.000, ganó 65.000 no blancos. Para 1966, Newark tenía una mayoría negra, una rotación más rápida que la que habían experimentado la mayoría de las otras ciudades del norte. Al evaluar los disturbios de 1967, el educador de Newark Nathan Wright, Jr. dijo: "Ninguna ciudad estadounidense típica ha experimentado hasta ahora un cambio tan precipitado de una mayoría blanca a una negra". La desgracia de la Gran Migración y la migración puertorriqueña fue que los negros del sur y los puertorriqueños se estaban mudando a Newark para ser trabajadores industriales justo cuando los trabajos industriales disminuían drásticamente. Muchos sufrieron el choque cultural de dejar un área rural por una base de trabajo y un entorno industrial urbano. Los últimos inmigrantes a Newark dejaron la pobreza en el sur para encontrar la pobreza en el norte.
Solo durante la década de 1950, la población blanca de Newark disminuyó en más del 25 por ciento, de 363.000 a 266.000. De 1960 a 1967, su población blanca se redujo aún más a 46.000. Aunque la inmigración de nuevos grupos étnicos combinada con la huida de los blancos afectó notablemente la demografía de Newark, la composición racial de los trabajadores de la ciudad no cambió tan rápidamente. Además, el poder político y económico de la ciudad permaneció basado en la población blanca.
En 1967, de una fuerza policial de 1400, solo 150 miembros eran negros, la mayoría en puestos subordinados. Las tensiones raciales surgieron debido a la desproporción entre los residentes y la demografía policial. Dado que los negros de Newark vivían en vecindarios que habían sido blancos solo dos décadas antes, casi todos sus apartamentos y tiendas también eran propiedad de blancos. La pérdida de puestos de trabajo afectó los ingresos generales de la ciudad y muchos propietarios redujeron el mantenimiento de los edificios, lo que contribuyó a un ciclo de deterioro de las viviendas.
Sin consultar a ningún residente del vecindario que se vería afectado, el alcalde Addonizio ofreció condenar y arrasar 150 acres (61 hectáreas) de un vecindario negro densamente poblado en el distrito central de la Universidad de Medicina y Odontología de Nueva Jersey (UMDNJ). UMDNJ había querido establecerse en los suburbios de Madison.

## Disturbios de Newark de 1967
El 12 de julio de 1967, un taxista llamado John Smith fue herido mientrasera arrestado. Una multitud se reunió frente a la estación de policía donde Smith fue detenido. La multitud creyó que Smith había muerto bajo custodia, siendo que lo habían sacado por la parte trasera de la estación y transportado a un hospital. Esto provocó peleas entre los afroamericanos y la policía en el Distrito Cuarto, aunque el número de daños fue de solo 2500 dólares.
Sin embargo, después de las transmisiones de noticias por televisión del 13 de julio, se produjeron nuevos y mayores disturbios. Veintiséis personas murieron; 1500 resultaron heridos; 1600 detenidas; y se destruyeron 10 millones de dólares en propiedad. Más de mil negocios fueron incendiados o saqueados, incluidos 167 supermercados (la mayoría de los cuales nunca volverían a abrir). La reputación de Newark sufrió dramáticamente. Se dijo: "Dondequiera que vayan las ciudades estadounidenses, Newark llegará primero".
Las causas a corto y largo plazo de los disturbios se exploran en profundidad en el documental Revolution '67.

## Tras los disturbios

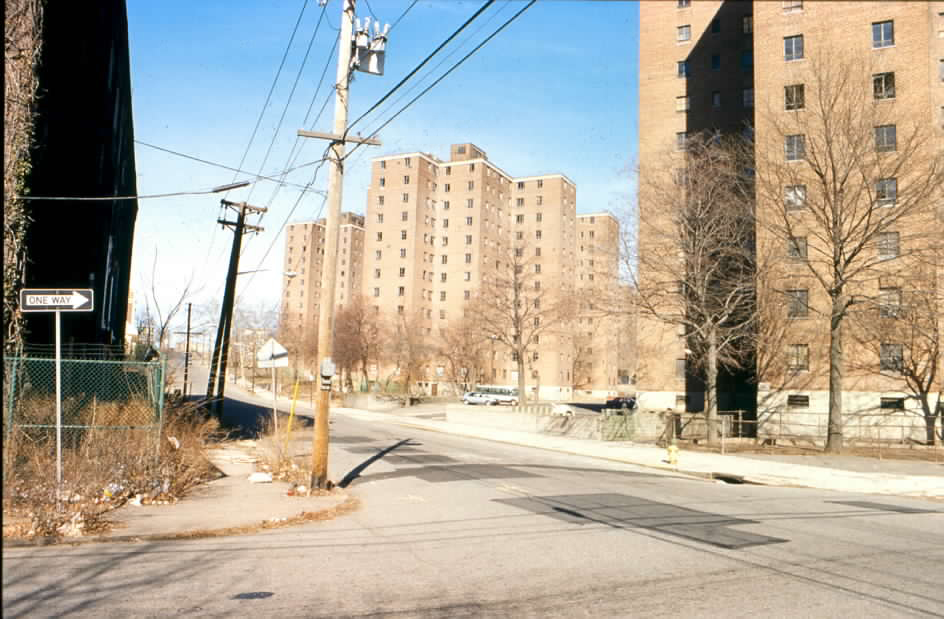
Edificios semiabandonados en la zona del motín, mediados de los 90

Las décadas de 1970 y 1980 trajeron un declive continuo. Los residentes de clase media de todas las razas continuaron yéndose de la ciudad. Ciertas zonas se desarrollaron como centros de pobreza y aislamiento social. Hay quien dice que siempre que los medios de Nueva York necesitaban encontrar algún ejemplo de desesperanza urbana, viajaban a Newark.
En American Pastoral, la novela de 1997 del autor nacido en Newark Philip Roth, el protagonista Swede Levov dice:

Newark used to be the city where they manufactured everything, now it's the car theft capital of the world ... there was a factory where somebody was making something on every side street. Now there's a liquor store on every street — a liquor store, a pizza stand, and a seedy storefront church. Everything else is in ruins or boarded up.

En enero de 1975, un artículo de la revista Harper's clasificó a las 50 ciudades estadounidenses más grandes en 24 categorías, que van desde espacios para parques hasta delitos. Newark fue uno de los cinco peores en 19 de 24 categorías y el peor en nueve. Según el artículo, solo el 70 por ciento de los residentes poseía un teléfono. St. Louis, la ciudad clasificada como la segunda peor, estaba mucho más lejos de Newark que las ciudades entre las cinco primeras. El artículo concluía:

La ciudad de Newark se erige sin serios desafíos como la peor ciudad de todas. Se clasificó entre las peores ciudades en no menos de diecinueve de veinticuatro categorías, y quedó en último lugar en nueve de ellas... Newark es una ciudad que necesita ayuda desesperadamente..

Newark ha tenido varios logros en las dos décadas y media desde los disturbios. En 1968, se fundó la New Community Corporation. Se ha convertido en una de las corporaciones de desarrollo comunitario más exitosas de la nación. En 1987, la NCC poseía y administraba 2265 unidades de vivienda para personas de bajos ingresos.

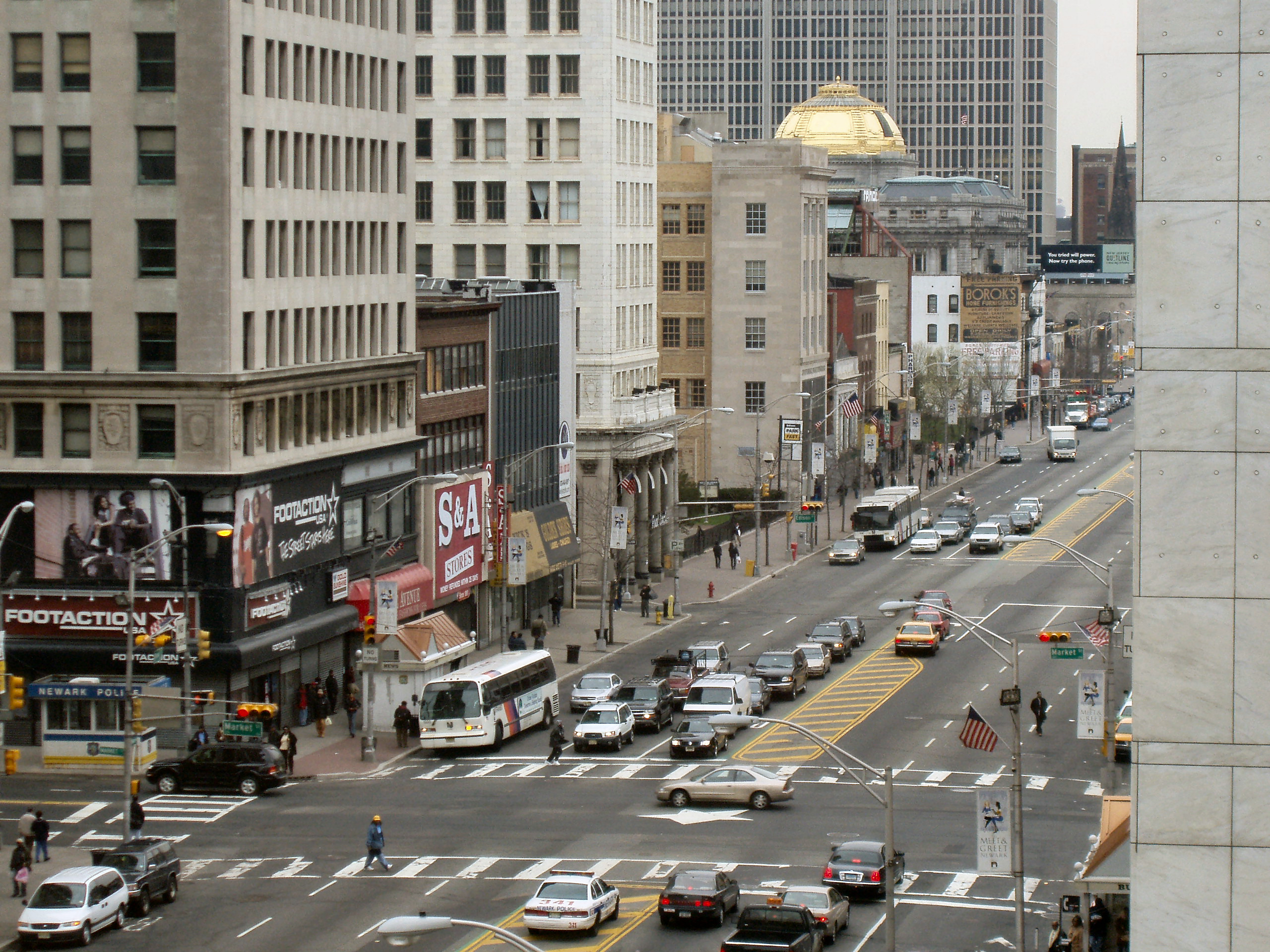
Four Corners desde la Prudential Tower.

Downtown Newark comenzó a reconstruirse en las décadas posteriores a los disturbios. Menos de dos semanas después de los disturbios, Prudential anunció planes para suscribir un complejo de oficinas de 24 millones de dólares cerca de Estación Pensilvania, denominado "Gateway". Hoy, Gateway alberga a miles de trabajadores administrativos, aunque pocos viven en Newark.
Antes de los disturbios, la Universidad de Medicina y Odontología de Nueva Jersey estaba considerando construir en los suburbios. Los disturbios y la innegable desesperación de Newark mantuvieron la facultad de medicina en la ciudad. Sin embargo, en lugar de construirse en 676 000 m², la escuela de medicina se construyó en solo 242 812 m² , parte del cual ya era propiedad de la ciudad. Los estudiantes de la escuela de medicina pronto comenzaron la "Clínica de salud familiar para estudiantes" para brindar atención médica gratuita a la población marginada, junto con otros proyectos de servicio comunitario. Continúa operando hoy como una de las clínicas de salud gratuitas dirigidas por estudiantes más antiguas del país.
En 1970, Kenneth A. Gibson fue el primer afroamericano elegido alcalde de Newark, así como alcalde de una importante ciudad del Nordeste. La década de 1970 fue una época de batallas entre Gibson y la menguante población blanca. Gibson admitió que "Newark puede ser la ciudad más deteriorada y económicamente paralizada de la nación". Él y el ayuntamiento aumentaron los impuestos para tratar de mejorar servicios como las escuelas y el saneamiento, pero no hicieron nada por la base económica de Newark. El director ejecutivo de Ballantine's Brewery afirmó que la factura fiscal anual de 1 millón de dólares de Newark fue la causa de la quiebra de la empresa.
Antes de la elección del exalcalde Cory Booker en 2006, Newark no contaba con un departamento formal de planificación urbana. Como resultado, un miembro del Manhattan Institute for Policy Research concluyó:

“Newark es un laboratorio viviente para casi todas las malas ideas de planificación del siglo XX”.

## Renacimiento de Newark

### Downtown

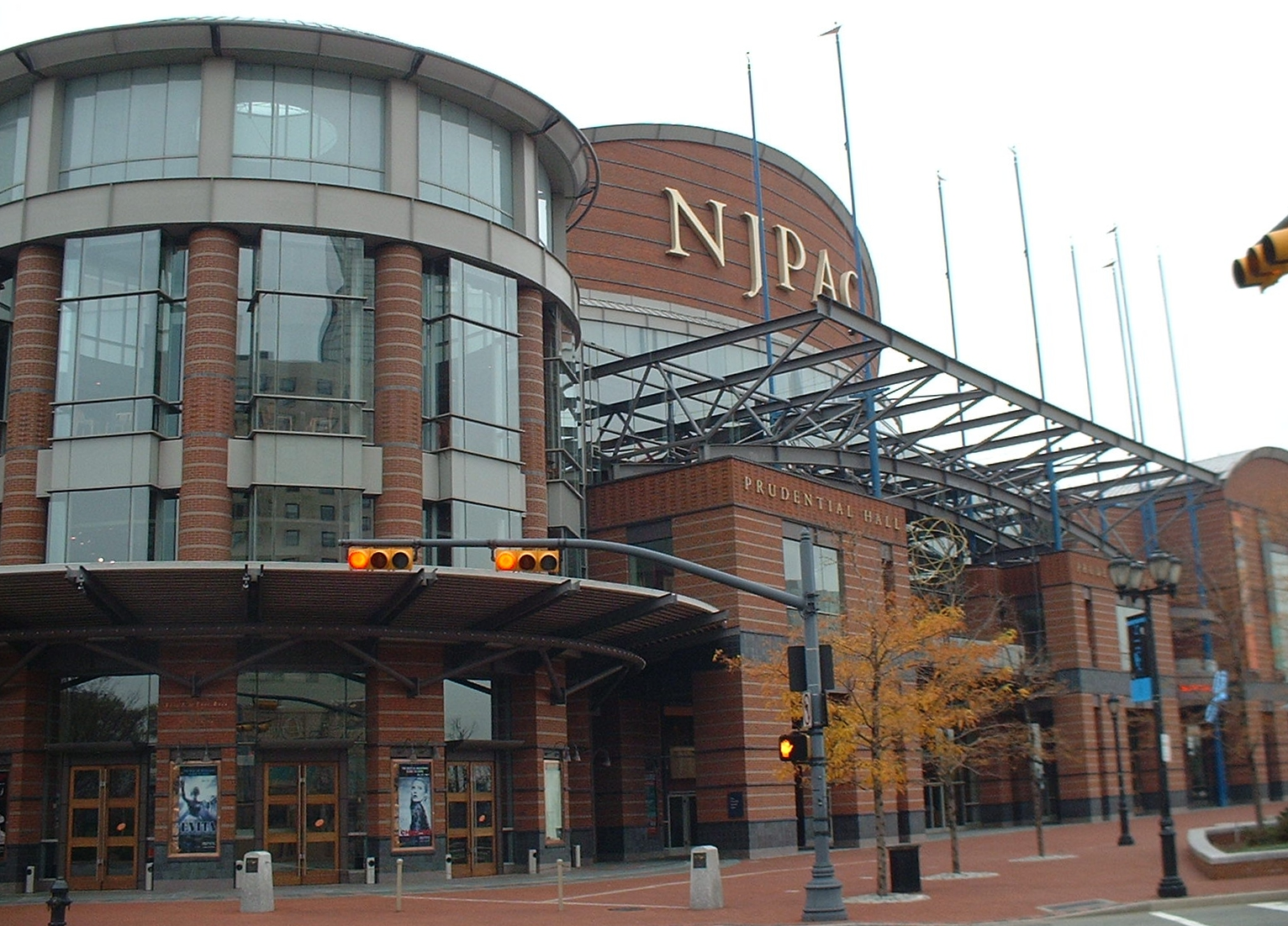
El Centro de Artes Escénicas de Nueva Jersey

El Centro de Artes Escénicas de Nueva Jersey, que abrió en el centro de la ciudad en 1997 a un costo de 180 millones de dólares, fue visto por muchos como el primer paso en el camino de la ciudad hacia el renacimiento, y atrajo a personas a Newark que de otro modo nunca hubieran visitado. NJPAC es conocido por su acústica y cuenta con la Orquesta Sinfónica de Nueva Jersey como su orquesta residente. NJPAC también presenta un grupo diverso de artistas.
Desde entonces, la ciudad construyó un estadio de béisbol ahora demolido (Riverfront Stadium) para los Newark Bears, el antiguo equipo de ligas menores de la ciudad. En 2007, el Prudential Center (apodado "The Rock") abrió para los New Jersey Devils. La Biblioteca Pública de Newark está planeando una importante renovación y expansión. La Autoridad Portuaria construyó una conexión ferroviaria al aeropuerto (AirTrain Newark). Numerosos desarrollos comerciales han surgido en el centro de la ciudad. Se han abierto dos espacios públicos, Mulberry Commons y Newark Riverfront Park, este último a lo largo de la costa del río Passaic se está renovando en el centro para brindar a los ciudadanos acceso al río.
Si bien gran parte de los esfuerzos de revitalización de la ciudad se han concentrado en el centro de la ciudad, en los últimos años los vecindarios adyacentes han comenzado a ver algunos signos de desarrollo, particularmente en el Distrito Central. Desde 2000, Newark ha ganado población, su primer aumento desde la década de 1940. Sin embargo, el "Renacimiento" se ha sentido de manera desigual en toda la ciudad y algunos distritos continúan teniendo ingresos familiares por debajo del promedio y tasas de pobreza superiores al promedio.
A mediados de la primera década del siglo XXI, la tasa de criminalidad se había reducido en un 58 % desde los máximos históricos asociados con graves problemas de drogas a mediados de la década de 1990, aunque los asesinatos seguían siendo altos para una ciudad de su tamaño.[cita requerida] En los primeros dos meses de 2008, la tasa de homicidios se redujo drásticamente, sin que se registraran homicidios durante 43 días.[cita requerida]
Los apodos de Newark reflejan los esfuerzos por revitalizar el centro. En la década de 1950, el entonces alcalde Leo Carlin le dio a la ciudad el término New Newark para ayudar a convencer a las principales corporaciones de permanecer en Newark. En la década de 1960, Newark recibió el sobrenombre de Gateway City por el área remodelada del Gateway Center en el centro, que comparte su nombre con la región turística de la que Newark forma parte, la Región Gateway. Más recientemente, los medios de comunicación y el público la han llamado la Ciudad del Renacimiento para obtener reconocimiento por sus esfuerzos de revitalización.

### Centro tecnológico
Las extensas redes de fibra óptica en Newark comenzaron en la década de 1990 cuando las empresas de telecomunicaciones instalaron durante el auge de las puntocom. Al mismo tiempo, la ciudad alentó a esas empresas a instalar más de lo que necesitaban. Una tienda por departamentos vacante se convirtió en un centro de telecomunicaciones llamado 165 Halsey Street. Se convirtió en uno de los mayores housing del mundo. Como resultado, después de la quiebra de las puntocom, hubo un excedente de fibra oscura (cables de fibra óptica sin usar). Veinte años después, la ciudad y otras empresas privadas comenzaron a utilizarla para crear redes de alto rendimiento.
Desde 2007, varias empresas orientadas a la tecnología se han mudado a Newark: Audible (sede central mundial, 2007), Panasonic (sede central de América del Norte, 2013), AeroFarms (sede central mundial, 2015), Broadridge Financial Solutions (1000 trabajos, 2017), WebMD (700 trabajos, 2021), Ørsted (sede de operaciones digitales de América del Norte, 2021), y HAX Accelerator (sede de EE. UU., 2021). 